# Barcsi SC
A Barcsi SC egy magyar labdarúgócsapat Barcson, jelenleg az NB III Dráva csoportjában szerepel.
A Barcsi Sport Club labdarúgó szakosztálya 1910-ben alakult. A csapat általában a megye I és az NB III-as osztály között ingázott. Nagyon sok jó futballista szerepelt a mindenkori csapatokban, csak néhány név, akikre büszkék lehetünk: Márton János (Teveli), Berda Károly, Bogyó János, Bátorfi László, Oblián István Kuczkó Gábor és végül de nem utolsósorban Czeczeli Károly, aki egészen a magyar válogatottságig jutott! Vinkler István, Gulyás István és nem utolsósorban Tóth József az NB I-ig jutottak el. A múlt időszak igazi vezető egyénisége mindenki Pandúr Feri bácsija, aki már sajnos nincs közöttünk, és a sok edző közül, akik dolgoztak a csapatok mellett, kettő, akik igazán sikeresek voltak: név szerint Szóvári György és Májer György, akik sok helyi fiatalt tanítottak a labdarúgásra.
A csapat a 80-as évek elején elnyerte az akkori kis csapatok számra kiírt országos Szabadföld Kupát. Ennek a csapatnak meghatározó egyéniségei: Karsai Tibor, a barcsi labdarúgás játékosa, Dóczi Kálmán valamint Gyertyák István alkották az akkori sikeres csapat magját.
A 2000-es évek elején a csapat felkerül a magyar labdarúgás második vonalába. Ezen időszak sikeres vezetője Hamarics Miklós elnök és id. Dárdai Pál vezetőedző, akik irányításával a mostani csapat a barcsi labdarúgás legsikeresebb eredményeit érte el, a 2006/2007-es  bajnokságban 3 ponttal lemaradva az első helyezettől, a Barcsi labdarúgócsapat történetének legnagyobb eredményét érve el, a 4. helyen végzett az NB II-es Nyugati csoportban.
Kupamérkőzés: 1976.04.15. Barcsi SC - Magyarország 0-4
Barcs megnyert bajnokságai:
Somogy megyei I. osztály:
```
                          1957 / 1958 1. hely (46 pont)
                          1972 / 1973 1. hely (45 pont)
                          1974 / 1975 1. hely (50 pont)
                          1989 / 1990 1. hely (63 pont)
                          1996 / 1997 1. hely (89 pont)
                          2000 / 2001 1. hely (71 pont)
```

Magyar Labdarúgó Bajnokság NB III. Dráva csoport:
```
                          2002 / 2003 1. hely (68 pont)
```

A Barcsi SC eddigi legmagasabb osztály, amiben szerepelni tudott 8 évig a Magyar Labdarúgó NB II 2003/2004-től 2010/2011-ig NB II-be elért eddigi legjobb helyezését 2006/2007 4. hely 3 ponttal lemaradva az éllovas Siófoktól és akár az NB I-ig is eljuthattak volna.
2010
A Barcsi SC labdarúgócsapata Most nyerte meg a Harmincegyedik Négy Városok Labdarúgó Tornáját.
Végeredmények:
```
               1. Barcsi SC  9 pont
               2. Körmend    6 pont
               3. Celldömölk 3 pont
               4. Lenti TE   0 pont
```

Döntő mérkőzés: Barcsi SC-Körmend 5-0 (3-0)

## Története
DICSŐSÉGLISTA:
Szabad Föld Kupa győztes
1972/1973
NB III Dráva csoport bajnoka
2002/2003
NB II Nyugati csoport 4. helyezett
2004/2005
2006/2007

## Híresebb játékosok
- Koplárovics Béla
- Márton Gábor
- Nikolics Nemanja
- Koller Krisztián
- Dibusz Dénes